# Ґарбники (Вармінсько-Мазурське воєводство)
Ґарбники (пол. Garbniki) — село в Польщі, у гміні Гурово-Ілавецьке Бартошицького повіту Вармінсько-Мазурського воєводства.